# Ильиных, Надежда Николаевна
Надежда Николаевна Ильиных (27 ноября 1994, Курган, Чердынский район, Пермский край) — российская футболистка, полузащитница клуба «Крылья Советов». Выступала за сборную России.

## Биография
Профессионально заниматься футболом начала в 15-летнем возрасте после переезда на учёбу в Пермь. Более пяти лет выступала за молодёжный и дублирующий составы клуба «Звезда-2005» под руководством тренеров М. Г. Коломиец, Т. В. Репейкиной, О. В. Васильевой. Победительница V летней Спартакиады учащихся России (2011).
В основном составе «Звезды» дебютировала в высшей лиге России 18 апреля 2017 года в матче против «Дончанки» (Азов). Становилась чемпионкой (2017) и бронзовым призёром (2018, 2020) чемпионата России, обладательницей Кубка России (2018, 2019). До начала сезона 2019 выходила в матчах чемпионата страны только на замены. В 2019 году сыграла во всех 21 матчах чемпионата (из них только 7 начинала в стартовом составе) и стала автором своего первого гола в высшей лиге — 26 апреля 2019 года в ворота ижевского «Торпедо». В начале 2022 года перешла в московский «Локомотив», где стала бронзовым призёром Чемпионата 2022 года.
В январе 2023 года перешла в санкт-петербургский «Зенит». В июне 2024 года — в самарские «Крылья Советов», где забила гол в первом же матче против «Рязани-ВДВ» и обеспечила «Крыльям» вторую победу в Суперлиге в истории.
27 ноября 2020 года сыграла дебютный матч за сборную России в отборочном турнире чемпионата Европы против Косова.
Окончила ППК им. Н. Г. Славянова (2014) и РАНХиГС (2018).